# Томін Юрій Геннадійович
Юрій Геннадійович Томін (рос. Юрий Геннадьевич Томин) (справжнє прізвище - Кокош, 18 червня 1929, Владивосток - 20 жовтня 1997, Санкт-Петербург) - російський радянський письменник.

## Біографія
Народився у Владивостоці, звідки родина переїхала до Ленінграда, а під час війни Юрія Томіна було евакуйовано спочатку під Сталінград, потім до Горького, повернулося до Ленінграда у 1945 році. Вступив до Ленінградського вищого морехідного училища, проте провчився там лише рік, після чого перейшов на фізичний факультет ЛДУ, який закінчив у 1952 році, здобувши спеціальність «геофізик». Працював за спеціальністю з 1952 по 1955 рік у Західному Сибіру, одночасно аспірант Інституту метрології ім. Менделеєва.
Літературну кар'єру розпочав у 1957 році з публікацією в журналі «Костер». У 1959-1960 роках був редактором дитячого журналу "Іскорка" в Ленінграді.
Ранні книги Юрія Томіна «Повість про Атлантиду» (1959) та збірку оповідань «Діамантові стежки» (1960) написані в реалістичній манері.
З початку 1960-х років почав писати у жанрі літературної казки та фантастики. Найвідоміший твір Томіна у цьому жанрі — повість «Йшов по місту чарівник» (1963). Вона була екранізована 1970 року — фільм «Таємниця залізних дверей».
Серед інших можна відзначити дилогію - "Каруселі над містом" (1979) і "А, Б, В, Г, Д та інші" (1982). За повістю «Каруселі над містом» письменник написав оригінальний сценарій фантастичного фільму «Літні враження про планету Z» (1986).
У повістях Томін є елементи сатири, багато гумору. Герої письменника - шукачі пригод, відкривачі нового, романтики. Їм властива як мрійливість, а й уміння боротися, захищати справедливість і честь.
Інші книги письменника - "Борька, я і невидимка" (1962); Подія в подорожі (1982), "Звичайний чарівник" (1968), "Вітька Мураш - переможець всіх" (1974), "Сьогодні все навпаки (1977).